# Jasin (huyện)
Huyện Jasin là một huyện thuộc bang Melaka của Malaysia. Huyện Jasin có dân số thời điểm năm 2010 ước tính khoảng 131474 người.